# Gdov
Gdov (del ruso: Гдов) es una ciudad en el óblast de Pskov, Rusia, situado a los márgenes del río Gdovka, justo a dos kilómetros de su desembocadura en el lago Chudskoye. Su población es de 3,210 en el censo ruso del 2021).

## Gdov en el medievo
Gdov se fundó en el siglo XIV, como un puesto centinela de la República Feudal de Pskov. En 1431–1434, los pskovianos construyeron una fortaleza, cuyos restos todavía se pueden apreciar, la ciudad fue invadida numerosas veces por polacos y suecos 
(ejemplos: Guerra ruso-sueca (1590-1595) y la Guerra de Ingria), pero finalmente fue devuelta a Rusia en 1617 por el Tratado de Stolbovo.

## Gdov moderno y contemporáneo
En 1780, Gdov formalmente alcanzó el estatus de pueblo; su escudo de armas se le fue dado en 28 de mayo de 1781. Entre 1874 y 1912 Gdov hizo estampas para el correo Zemstvo. La producción de estampas se retuvo con la llegada de la Primera Guerra Mundial. En mayo de 1919, el Ejército del Norte, bajo el mandato del General Rodzianko, capturado Gdov, junto con Pskov y Yamburgo.
En 1944, la Wehrmacht destruyó las Iglesias de Gdov, que han sido catalogadas como los más bellos ejemplos de la arquitectura medieval de Pskov. Los monumentos históricos del país fueron reconstruidos después de la Segunda Guerra Mundial.

## Personalidades de Gdov
- Jieromartyr Benjamin, obispo de Gdov
- Arzobispo Dimitry de Gdov (también conocido como Demetrius) (arrestado en 1929, a la edad de 75 años; después fusilado en 1938 después de ocho años en confinamiento solitario en la prisión de Yaroslavl)